# Vilâyet Kastamonu

Karte des Vilâyets Kastamonu im Osmanischen Reich

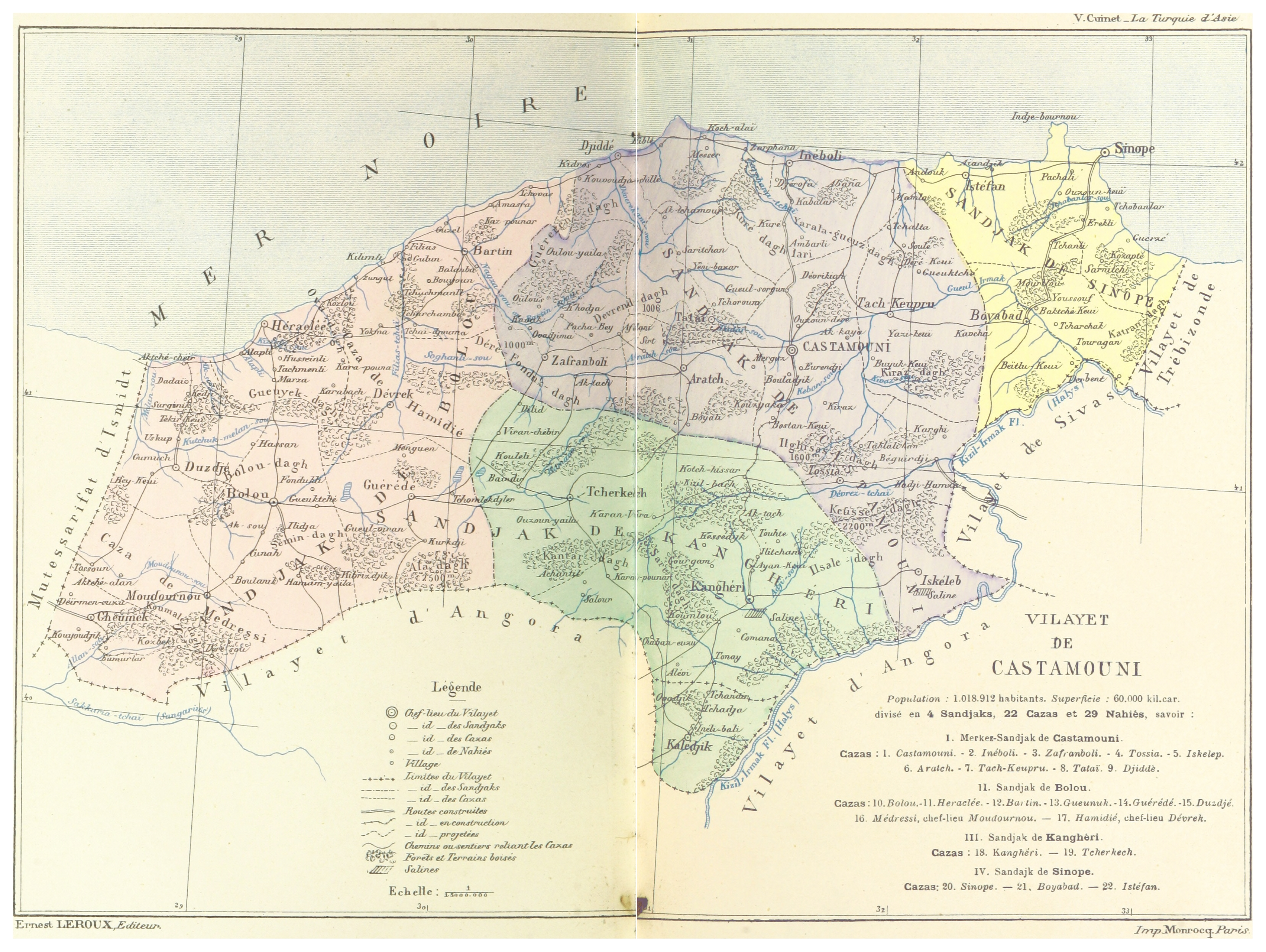
Karte zum Vilayet Kastamonu von 1895

Das Vilâyet Kastamonu (türkisch Kastamonu Vilayeti) war ein Vilâyet des Osmanischen Reiches. Es hatte eine Fläche von 50.686 km², die Hauptstadt war Kastamonu.

## Geschichte
Bis zum 19. Jahrhundert war Kastamonu ein Sandschak des Eyâlet Anatolien und wurde 1846 Eyalet und durch das Vilâyet Nizamnâmesi im Jahre 1867 in ein Vilâyet umbenannt.

## Sandschaks
Die Sandschaks des Vilâyets Kastamonu waren:
- Kastamonu Sancağı
- Bolu Sancağı
- Kangırı (Kengırı) Sancağı
- Sinop Sancağı'dır.[1]

## Bevölkerung
Im Jahre 1914 waren 737.302 Einwohner Muslime, 20.958 waren noch Pontosgriechen und nur noch 8.959 waren Armenier.
| Jahr  | Einwohner |
| 1864  | 772.000   |
| 1884  | 917.700   |
| 1890  | 1.009.500 |
| 1891  | 1.018.900 |
| 1900  | 961.200   |
| 1910  | 1.109.600 |
| 1920  | 728.100   |
| Y & G |           |